# Michael Gertz
Michael Gertz (* 1965 in Wuppertal) ist ein deutscher Informatiker und Hochschullehrer an der Ruprecht-Karls-Universität Heidelberg.

## Leben
Gertz studierte von 1986 bis 1991 Informatik an der Universität Dortmund. 1996 wurde er an der Universität Hannover mit der Arbeit Diagnosis and Repair of Constraint Violations in Database Systems zum Dr. rer. nat. promoviert. Ab 1997 lehrte und forschte er als Mitglied diverser Forschungsgruppen an der University of California, Davis. Von 2003 bis 2008 war er dort außerordentlicher Professor für Computerwissenschaften. Seit 2008 ist er ordentlicher Professor am Institut für Informatik der Universität Heidelberg. Von Oktober 2014 bis Oktober 2016 war er Dekan der Heidelberger Fakultät für Mathematik und Informatik, seit 2016 ist er geschäftsführender Direktor des Instituts für Informatik.
Gertz’ Forschungsschwerpunkte liegen vor allem in der Extraktion von Informationen aus unstrukturierten Daten, der Anwendung verschiedener Data- und Text-Mining-Verfahren sowie Methoden der Netzwerkanalyse auf extrahierte Daten. Zudem ist er Mitherausgeber zahlreicher Fachwerke.